# Nobilis (rollspel)
Nobilis (1999) är ett rollspel skapat av R. Sean Borgstrom. Till skillnad från de flesta rollspel används inte tärning för att avgöra utfallet av karaktärernas val; istället används ett poängbaserat system.  
Den andra utgåvan av spelet (utgiven 2002) vann en Origins Award för Best Graphic Presentation Book Format Product 2002 och en Diana Jones Award för Excellence in Gaming 2003.